# Коронавирус человека 229E
Коронавирус человека 229E (англ. Human coronavirus 229E) — вид вирусов из семейства коронавирусов, который поражает людей и летучих мышей. Представляет собой одноцепочечный РНК-содержащий вирус, который проникает в клетку-хозяина, связываясь с рецептором ААП. Наряду с HCoV-OC43, он является одним из вирусов, вызывающих ОРВИ.

## История открытия
Был открыт исследовательницей Чикагского университета Дороти Хамре в 1965 году в процессе изучения тканевых культур студентов с симптомами респираторного заболевания.

## Общие сведения
Передаётся воздушно-капельным и контакто-бытовым путями.

## Инфекция
Инфекция может протекать как в форме ОРВИ, так и в тяжёлых формах заболевания, включая пневмонию и бронхиолит. Он также входит в число коронавирусов, наиболее часто обнаруживаемых вместе с другими респираторными вирусами, особенно с респираторно-синцитиальным вирусом человека (HRSV).

## Эпидемиология
Human coronavirus 229E — один из семи коронавирусов передающихся человеку, наряду с HCoV-NL63, HCoV-OC43, HCoV-HKU1, MERS-CoV, SARS-CoV-1 и SARS-CoV-2, распространённых повсеместно. Однако, вирусы были обнаружены в разных частях мира в разное время года.